# 門前眞佐人
門前 眞佐人（もんぜん まさと、1917年5月15日 - 1984年2月22日）は、広島県三次市出身の元プロ野球選手（捕手）・コーチ・監督、解説者。大阪タイガース契約第1号選手。「眞」が旧字体であるため、媒体によって門前 真佐人と表記される。

## 来歴・人物
旧制広陵中学3年次に正捕手となる。強肩強打で鳴らし、4年次には豪打広陵の4番に座る。1934年は夏の選手権広島予選決勝で何度も苦汁をなめさせられた藤村富美男率いる呉港中学にまたも惜敗（2対3）。呉港中はこの年、田川豊・橋本正吾・保手浜明らを揃え、高い総合力で川上哲治らの熊本工業などの全国の強豪をまったく寄せ付けず圧勝し全国制覇、門前らは地団駄を踏む。門前が最上級となった1935年、今度は広陵が白石勝巳・岡田宗芳・海蔵寺弘司・戒能朶一・秋山正信・室脇正信ら7人がプロ入りするという強力打線を形成。藤村の呉港中をようやく倒し春の選抜に出場し、決勝まで勝ち進むがこのころ黄金時代を迎えていた東海勢の県岐阜商に惜敗。同年夏は山陽大会の準決勝、関西中で23得点を上げるが決勝でまたも呉港中に惨敗。
広陵中卒業後、1935年10月22日、12月10日の創立を控えた大阪タイガースの契約第1号選手として入団。初任給100円、背番号17。180cmを超える、当時の日本人としては非常に大柄な強肩・強打の捕手として騒がれ、球団創設にあたり中等・大学野球の花形選手をごっそり獲得したタイガースが、いの一番に獲得に動いたのが門前であった。巨人の市岡忠男代表が三次の実家に来た時は既にタイガースと契約の後であった。しかし市岡は諦めずに三次で1週間粘ったが、仕方なく巨人は紹介された白石勝巳（当時の名前は白石敏男）を獲った。怒りっぽい性格で知られた門前は、ピッチャーがふがいない投球をすれば怒鳴りつけ、サインにクビを振ろうものなら、眉毛がつり上がるのがベンチからでも見えたと言われ、戦前から戦後にかけての怖いものの例えである「地震・雷・火事・親父」にひっかけ、「地震・雷・火事・門前」と恐れられた。　伝統の一戦、阪神-巨人の公式戦第1戦は、NPB初年度1936年7月15日、名古屋の山本球場で行われたが、7対7の同点で迎えた九回裏、二死三塁から代打で門前が登場し、ピッチャーゴロエラーでタイガースが決勝点を挙げ、巨人戦初勝利に貢献した。「とにかく暑くて選手の顔が紫色になった。それで、バケツに氷とブドウ酒を入れて飲みながらやったという記憶がある」と当時の想い出を話している。この初年度1936年は、広陵の先輩・小川年安がいたため出番は少なかったが、小川が召集された翌1937年春のシーズンはレギュラー捕手として活躍。しかし同年秋はこれまた広島に出自を持つハワイから来た日系二世・田中義雄に正捕手の座を譲るが、1939年には病気の田中に代わりマスクを被るなどタイガースの2枚看板捕手として活躍した。現在のオールスターゲームにあたる東西対抗戦には3度出場している。最大の武器は強肩で、特に投手に返球すると見せ、顔は投手を向いたまま一塁に投げる送球は名人芸とも言われた。捕手の信条として、筋肉を維持するため捕手も投げ込みが必要、捕手はチームの要、全軍の士気に影響するため、投手への返球は必ず立ち上がり、キビキビと行う、捕手は投手に好かれる者でないといけない、投手が投げやすいように心理的にもリードしていくタイプでなければならない、等と話している。麻雀も強かったが、ポン・チーと何にでも飛びつき、松木謙治郎ら年上の選手からは何にでも食い付くダボハゼの広島方言“ごりんどう”とあだ名を付けられた。また怪力で知られ1939年～1942年の三年間の従軍中、満州で大砲の車輪を持ち上げて山越えした、と言われるなど多くの逸話を持つ。腰を負傷したとされ1942年除隊。阪神軍（1940年に大阪タイガースより改称）復帰後、戦時下でもプレーを続け徴兵に取られた田中に代わってホームを守り、1944年戦時中最終シーズンの阪神軍優勝に貢献した。プロ野球が開催されなかった1945年、阪神土建に籍を置いた後、食糧難の為に退団し広島に戻る。戦後はタイガースから復帰を要請されたが、腰の痛みが取れない、家が風水害でやられた、父親が死んだなどと復帰を拒否。しかし1946年、広陵の先輩・平桝敏男らと、広島駅前で映画館やパチンコ屋・キャバレーなどを経営していた広島鯉城園のノンプロチームに参加し、第17回都市対抗野球大会に出場。職業野球経験者をずらりと揃えながら、初戦で優勝した大日本土木に惨敗した。この後は同郷の石本秀一、濃人渉らと行動を共にし、1947年7月から国民リーグに参加。グリーンバーグ→結城ブレーブス、大塚アスレチックスに在籍した。1948年には大塚と金星の合併に伴い金星スターズに移籍したのち、1949年に大阪タイガースに復帰したが土井垣武がいて出番は少なく、翌1950年、2リーグ分裂の際に新設された大洋ホエールズに移籍。同年6月27日に史上3人目のサイクル安打を達成するなど、この年25本塁打、110打点と大活躍した。1951年8月23日の対名古屋戦で1試合最多盗塁阻止（捕手補殺）5のプロ野球記録（過去3人、笹本信二1977年4月24日の対ロッテ戦、谷繁元信1991年8月27日の対広島戦）。1952年に石本に誘われ郷里・広島カープに移籍。1956年は助監督を兼務し、同年限りで現役を引退した。39歳まで現役を続けた"鉄人捕手"でもあった。
引退後は1958年は広島ヘッドコーチ、1959年から1960年まで同球団2軍監督を務め、同年に球団初の勝率5割を達成した白石勝巳が「地固めはできた。そこに立派な家を建てるのは、それにふさわしい人がいい」と言い残し、1961年から1962年まで白石の後任の広島監督を務めた。血の気の多さを心配されたが、監督の座に就くと人が変わったように穏やかに選手に接した。成績は振るわなかったが古葉竹識ら若手は萎縮させずに育てた。豪傑肌の人物であったが、阪神時代から面倒見のいい性格で「家を建てる金があるなら選手に使ってやるよ」とずっと借家住まいであったという。「機動力の養成とインサイドベースボールのマスター」「五人の完投投手」を二本柱に掲げたが、思惑とは裏腹に投手陣が極度の不振に陥った。61年は初めて打撃10傑に2人を送り込み、リーグ3位のチーム打率をマーク。翌年には森永勝也が首位打者を獲得した。しかしこれだけの打力でもカバーできないほど、投手陣は不振を極めた。61年は27勝の大石清以外はだれも2桁勝利を挙げられず、5位。62年は大石が20勝、新人池田英俊が16勝したが、備前喜夫と長谷川良平が前半戦一勝もできないなどベテラン組が誤算。不調は打線にも伝染し、打ち出すと止まらないが、当たらない時はからっきし駄目という状態で、またも5位に沈んだ。「今になって言うのもおかしいが、他チームと比較したら広島の力は知れていた」とは、後の門前の弁である。1963年から1970年までは中国放送、晩年は広島ホームテレビの解説者を務めた他、橋本敬包・森永勝也他カープOB数名と雑誌『カープファン』を発行。また、2002年12月まで発行していた広島のタウン情報誌「レジャー広島」の前身「映画手帖」（1953年9月創刊、広島映画手帖社発行）に連載していたカープ関連の記事には「UHT（広島ホームテレビ旧略称で現在はHOME）報道部」の肩書でコラムを担当していた。広島ホームテレビには総合プロデューサーとして1977年まで在職していた。1984年2月22日、心筋梗塞により死去。満66歳没。

## 詳細情報

### 年度別打撃成績
| 年 度      | 球 団      | 試 合 | 打 席 | 打 数 | 得 点 | 安 打 | 二 塁 打 | 三 塁 打 | 本 塁 打 | 塁 打 | 打 点 | 盗 塁 | 盗 塁 死 | 犠 打 | 犠 飛 | 四 球 | 敬 遠 | 死 球 | 三 振 | 併 殺 打 | 打 率 | 出 塁 率 | 長 打 率 | O P S |
| ---------- | ---------- | ----- | ----- | ----- | ----- | ----- | -------- | -------- | -------- | ----- | ----- | ----- | -------- | ----- | ----- | ----- | ----- | ----- | ----- | -------- | ----- | -------- | -------- | ----- |
| 1936春夏   | 大阪 阪神  | 8     | 20    | 18    | 4     | 6     | 1        | 0        | 1        | 10    | 4     | 0     | --       | 0     | --    | 2     | --    | 0     | 1     | --       | .333  | .400     | .556     | .956  |
| 1936秋     | 大阪 阪神  | 7     | 7     | 5     | 0     | 0     | 0        | 0        | 0        | 0     | 1     | 0     | --       | 0     | --    | 2     | --    | 0     | 1     | --       | .000  | .286     | .000     | .286  |
| 1937春     | 大阪 阪神  | 49    | 181   | 166   | 18    | 36    | 15       | 1        | 2        | 59    | 32    | 1     | --       | 1     | --    | 12    | --    | 2     | 32    | --       | .217  | .278     | .355     | .633  |
| 1937秋     | 大阪 阪神  | 17    | 29    | 28    | 5     | 7     | 1        | 2        | 0        | 12    | 8     | 1     | --       | 0     | --    | 1     | --    | 0     | 5     | --       | .250  | .276     | .429     | .704  |
| 1938春     | 大阪 阪神  | 16    | 45    | 35    | 6     | 5     | 1        | 0        | 0        | 6     | 6     | 1     | --       | 1     | --    | 9     | --    | 0     | 3     | --       | .143  | .318     | .171     | .490  |
| 1938秋     | 大阪 阪神  | 27    | 76    | 65    | 9     | 15    | 4        | 0        | 1        | 22    | 17    | 0     | --       | 1     | --    | 9     | --    | 1     | 6     | --       | .231  | .333     | .338     | .672  |
| 1939       | 大阪 阪神  | 91    | 375   | 324   | 39    | 84    | 13       | 9        | 5        | 130   | 53    | 6     | --       | 3     | 6     | 40    | --    | 2     | 32    | --       | .259  | .339     | .401     | .740  |
| 1942       | 大阪 阪神  | 33    | 129   | 105   | 7     | 18    | 4        | 1        | 1        | 27    | 13    | 1     | 1        | 0     | --    | 23    | --    | 1     | 20    | --       | .171  | .326     | .257     | .583  |
| 1943       | 大阪 阪神  | 79    | 296   | 247   | 25    | 53    | 9        | 5        | 1        | 75    | 21    | 5     | 5        | 3     | --    | 45    | --    | 1     | 23    | --       | .215  | .338     | .304     | .642  |
| 1944       | 大阪 阪神  | 31    | 126   | 107   | 11    | 25    | 2        | 0        | 0        | 27    | 11    | 9     | 1        | 1     | --    | 17    | --    | 1     | 5     | --       | .234  | .344     | .252     | .596  |
| 1948       | 金星       | 83    | 248   | 213   | 14    | 28    | 5        | 1        | 3        | 44    | 15    | 3     | 1        | 1     | --    | 34    | --    | 0     | 27    | --       | .131  | .251     | .207     | .458  |
| 1949       | 大阪       | 28    | 80    | 70    | 9     | 16    | 1        | 1        | 3        | 28    | 13    | 1     | 1        | 1     | --    | 9     | --    | 0     | 9     | --       | .229  | .316     | .400     | .716  |
| 1950       | 大洋       | 128   | 517   | 460   | 70    | 129   | 24       | 4        | 25       | 236   | 110   | 8     | 1        | 0     | --    | 55    | --    | 2     | 39    | 15       | .280  | .360     | .513     | .873  |
| 1951       | 大洋       | 97    | 379   | 329   | 34    | 84    | 11       | 1        | 7        | 118   | 44    | 3     | 3        | 4     | --    | 44    | --    | 1     | 32    | 12       | .255  | .345     | .359     | .704  |
| 1952       | 広島       | 108   | 366   | 328   | 31    | 82    | 15       | 2        | 6        | 119   | 35    | 4     | 5        | 0     | --    | 37    | --    | 1     | 36    | 9        | .250  | .328     | .363     | .691  |
| 1953       | 広島       | 104   | 385   | 347   | 36    | 89    | 20       | 1        | 12       | 147   | 61    | 2     | 2        | 4     | --    | 34    | --    | 0     | 44    | 8        | .256  | .323     | .424     | .746  |
| 1954       | 広島       | 120   | 445   | 379   | 26    | 102   | 21       | 0        | 4        | 135   | 39    | 3     | 0        | 8     | 4     | 52    | --    | 2     | 39    | 10       | .269  | .357     | .356     | .713  |
| 1955       | 広島       | 105   | 387   | 341   | 29    | 70    | 15       | 1        | 5        | 102   | 33    | 1     | 1        | 5     | 5     | 36    | 1     | 0     | 58    | 8        | .205  | .277     | .299     | .577  |
| 1956       | 広島       | 72    | 217   | 194   | 13    | 43    | 8        | 1        | 4        | 65    | 27    | 1     | 0        | 6     | 3     | 14    | 0     | 0     | 34    | 5        | .222  | .270     | .335     | .605  |
| 通算：16年 | 通算：16年 | 1203  | 4308  | 3761  | 386   | 892   | 170      | 30       | 80       | 1362  | 543   | 50    | 21       | 39    | 18    | 475   | 1     | 14    | 446   | 67       | .237  | .324     | .362     | .686  |

- 各年度の太字はリーグ最高
- 大阪（大阪タイガース）は、1940年途中に阪神（阪神軍）に、1946年に大阪（大阪タイガース）に球団名を変更

### 年度別監督成績
| 年度      | 球団      | 順位      | 試合 | 勝利 | 敗戦 | 引分 | 勝率 | ゲーム差 |
| --------- | --------- | --------- | ---- | ---- | ---- | ---- | ---- | -------- |
| 1961年    | 広島      | 5位       | 130  | 58   | 67   | 5    | .465 | 13.5     |
| 1962年    | 広島      | 5位       | 134  | 56   | 74   | 4    | .431 | 19.0     |
| 通算：2年 | 通算：2年 | 通算：2年 | 264  | 114  | 141  | 9    | .447 |          |

### 記録
- ゲーム最多二塁打：4本（1937年6月13日）（日本記録）
- サイクルヒット：1回（1950年6月27日、対中日ドラゴンズ戦、後楽園球場）※史上3人目
- 通算1000試合出場、1954年9月16日 ※史上28人目

### 背番号
- 17 （1936年 - 1939年、1942年 - 1943年、1949年 - 1951年、1953年 - 1956年）
- 16 （1948年）
- 12 （1952年）
- 61 （1958年 - 1960年）
- 60 （1961年 - 1962年）